# Campylopus clavatus
Campylopus clavatus är en bladmossart som beskrevs av Wilson in J. D. Hooker 1854. Campylopus clavatus ingår i släktet nervmossor, och familjen Dicranaceae. Inga underarter finns listade i Catalogue of Life.